# Mircea Petrescu
Mircea Stelian Petrescu (n. 8 mai 1933, Florești, România – d. 15 noiembrie 2020) a fost un inginer și profesor universitar român, specialist în tehnologia calculatoarelor, membru de onoare, din 2006, al Academiei Române.
De asemenea, este membru fondator și vicepreședinte al Academiei de Științe Tehnice din România, membru și vicepreședinte al Asociația Generală a Inginerilor din România, membru al IEEE și ACM.

## Studii
Născut în Florești, Prahova, a absolvit liceul „Ion Luca Caragiale” din Ploiești ca șef de promoție în 1952 și a studiat apoi la Facultatea de Electronică și Telecomunicații a Institutului Politehnic din București, facultate absolvită în 1957. Doctoratul și l-a obținut la Institutul Energetic din Moscova, Catedra de dispozitive semiconductoare în 1963.

## Cariera
După circa un an ca inginer la Institutul de Fizică Atomică al Academiei Române, s-a întors la Universitatea Politehnica din București, unde a devenit șef de laborator și apoi asistent la Catedra de Tuburi și Circuite Electronice din Facultatea de Electronică și Telecomunicații și a promovat pe scara academică în 1963 la rangul de șef de lucrări, în 1967 la cel de conferențiar și devenind, din, 1974 profesor universitar.
În perioada 1966-1969 - șef al catedrei de Tuburi Electronice, Tranzistoare și Circuite Electronice.
În 1969 a organizat catedra de Calculatoare a Institutului Politehnic din București, pe care a condus-o între anii 1969-1973, 1985-1990. Între 1973-1978 a fost prorector al Institutului Politehnic București. Din 1970 a fost și director al Centrului de Calcul al Institutului Politehnic din București. În perioada 1969-1990 a fost cercetător și profesor vizitator la Universitatea California, Berkeley, Departamentul de inginerie electrică și știința calculatoarelor.
Mircea Petrescu are la activ peste 120 de lucrări de specialitate, opt manuale — în domeniile proiectării asistate de calculator a circuitelor electronice integrate, sintezei automatelor secvențiale, sistemelor de prelucrare a informației (terminale inteligente, echipamente pentru prelucrări grafice), bazelor de date relaționale.
A primit, în 1983, premiul "Traian Vuia" al Academiei Române.